# György Faludy
György Faludy znany również jako George Faludy, węg.: Faludy György (ur. 22 września 1910 w Budapeszcie, zm. 1 września 2006 tamże) – węgierski poeta, pisarz i tłumacz literatury pochodzenia żydowskiego. Jego tłumaczenia Villona, czy jak sam mówił, napisanie na nowo ballad Villona w 1934, przyniosło mu ogromną popularność (ok. 40 wznowień). Jest również autorem licznych powieści i tomików poezji, w tym wielu po angielsku. Był biseksualistą, który w prywatnym życiu był dwukrotnie żonaty, a po śmierci ostatniej żony związał się na wiele lat z nowym partnerem, młodszym o ponad 20 lat tancerzem.

## Życiorys
György Faludy ukończył Fasori Evangélikus Gimnázium i studiował na uniwersytetach w Wiedniu, Berlinie i Graz.
W 1938 opuścił Węgry, udając się do Paryża, potem do USA. W 1946 wrócił na Węgry, w 1947 był w grupie osób, która zniszczyła budapeszteński pomnik biskupa-antysemity, Ottokára Prohászki. W 1949 z powodu fikcyjnych oskarżeń został skazany na trzy lata przymusowej pracy w Recsk. Po wyjściu na wolność zarabiał na utrzymanie tłumaczeniami. W 1956 (po węgierskim powstaniu 1956 i sowieckiej interwencji) uciekł na zachód, do Londynu, gdzie został redaktorem węgierskiego czasopisma literackiego (Irodalmi Ujság).
W 1962 napisał i opublikował w Londynie (po angielsku) powieść autobiograficzną My Happy Days in Hell (Moje szczęśliwe dni w piekle), która została wydana również po francusku, niemiecku i w 1987 po węgiersku. W 1967 wyjechał do Toronto, następnie jeździł z odczytami po Kanadzie i USA. Jednocześnie był redaktorem węgierskich czasopism literackich. W 1980 r. opublikował w Nowym Jorku swoje wiersze.
W 1988 r. wrócił na Węgry, gdzie jego "zakazane" dzieła w końcu też mogły się ukazać. Wcześniej znano go na Węgrzech co najwyżej z wydań samizdatów tzn. nielegalnie powielanych "samo-druków" – w podziemiu literackim na terenie całego ujarzmionego przez ZSRR bloku wschodniego. W latach 1990 ukazały się nowe wydania zbiorków poezji. W 1994 otrzymał prestiżową nagrodę Kossutha. W roku 2000 wydał drugą część My Happy Days in Hell pt. Po moich dniach w Piekle, o swym życiu po sześćdziesiątce, tym razem po węgiersku.